# Dasysyrphus lituiformis
Dasysyrphus lituiformis är en tvåvingeart som beskrevs av He 1991. Dasysyrphus lituiformis ingår i släktet skogsblomflugor, och familjen blomflugor. Inga underarter finns listade i Catalogue of Life.